# Síndrome compartimental abdominal
En medicina se conoce como síndrome compartimental abdominal al conjunto de síntomas secundarios al aumento de presión intraabdominal. El aumento de presión intraabdominal o hipertensión intraabdominal se define como la elevación patológica de la presión intraabdominal de forma persistente por encima de los 12 mm de mercurio. El síndrome compartimental abdominal se produce cuando la presión intraabdominal se mantiene de forma sostenida por encima de los 20 mm de mercurio, puede estar originado por muchas causas, algunas de las más habituales son la sepsis y los traumatismos abdominales severos. La presión intraabdominal alta dificulta la llegada de sangre a los órganos internos provocando insuficiencia cardíaca, insuficiencia respiratoria, perdida de la función renal y del intestino con consecuencias muy graves para el paciente.

## Etiología
El aumento de presión intraabdomonal que determina el síndrome compartimental abdominal puede estar originado por múltiples causas. Algunas de ellas son:
- Sepsis.
- Traumatismos abdominales severos.
- Diálisis peritoneal.
- Íleo postoperatorio
- Pancreatitis aguda.
- Peritonitis aguda.
- Oclusión intestinal.
- Hemoperitoneo masivo.
- Ascitis.
- Grandes quemados.

## Cuadro clínico
Los síntomas principales son aumento de la presión intraabdominal que puede medirse a través de una sonda vesical,  distensión progresiva del abdomen, bajo gasto cardíaco que se manifiesta por hipotensión y taquicardia, insuficiencia respiratoria y disminución de la eliminación de orina (oliguria). La evolución natural es hacia el agravamiento progresivo con alta mortalidad.

## Tratamiento
Las medidas preventivas son importantes entre ellas las practicadas durante la cirugía abdominal, por ejemplo, evitar el cierre a tensión del abdomen, realizar drenaje de las acumulaciones de líquido y manipular cuidadosamente las vísceras. Una vez instaurado el síndrome, actuaciones médicas generales como la administración de oxígeno, mantener la presión arterial y la diuresis adecuada. 
Las medidas quirúrgicas se basan en realizar la descompresión abdominal, para ello puede ser necesario mantener abierto el abdomen y practicar técnicas de abdomen abierto o laparostomía.
El parche de Wittmann (Wittmann patch) es un dispositivo artificial que sirve como prótesis temporal de la fascia abdominal en aquellos casos en los que el abdomen no puede ser cerrado debido a síndrome compartimental abdominal o porque se planean múltiples operaciones en el paciente (reparación abdominal por etapas). Este consiste en dos hojas estériles de propileno, una con microganchos y la otra con asas.
- Técnica quirúrgica del parche de Wittmann

La hoja más suave, que es la que contiene las asas, deberá ser suturada a la fascia derecha utilizando una sutura continua con nailon. Los puntos de sutura deberán estar separados 2 cm entre sí, abarcando 2 cm hacia la fascia y 1–2 cm hacia la hoja del Parche. 
Deberá verificarse que la superficie de la hoja que contiene las asas esté orientada hacia el exterior de la pared abdominal. 
Una vez suturada, esta hoja con asas se desliza hacia el otro lado de la incisión, entre el peritoneo parietal y visceral, cubriendo el contenido abdominal. 
Posteriormente la hoja más rígida, que es la que contiene los microganchos, se sutura de forma similar a la fascia izquierda. 
La superficie que contiene los micro-ganchos debe ser presionada fuertemente contra las asas de la otra hoja. En muchos casos debido a la hipertensión peritoneal masiva la hoja con microganchos no requiere ser recortada para cubrir la herida abdominal.
- Drenaje Penrose

Un drenaje Penrose quita el fluido del área de la herida por capilaridad. Es utilizado por cirujanos, para impedir la acumulación de fluidos que pudieran ser habitados por bacterias.
En podología, un Penrose a menudo es usado como torniquete en avulsión de uña del dedo gordo del pie o extracción de uñas encarnadas (onicocriptosis).
También puede ser usado para drenar el líquido cefalorraquídeo para tratar pacientes hidrocéfalicos, y pus en otras cirugías.